# 比斯特里察光榮足球俱樂部
比斯特里察光榮足球俱樂部（AF Gloria Bistrița）是羅馬尼亞的一家職業足球俱樂部。主場位於比斯特里察。球隊參加羅馬尼亞足球丙級聯賽的賽事。